# Costa Vicentina

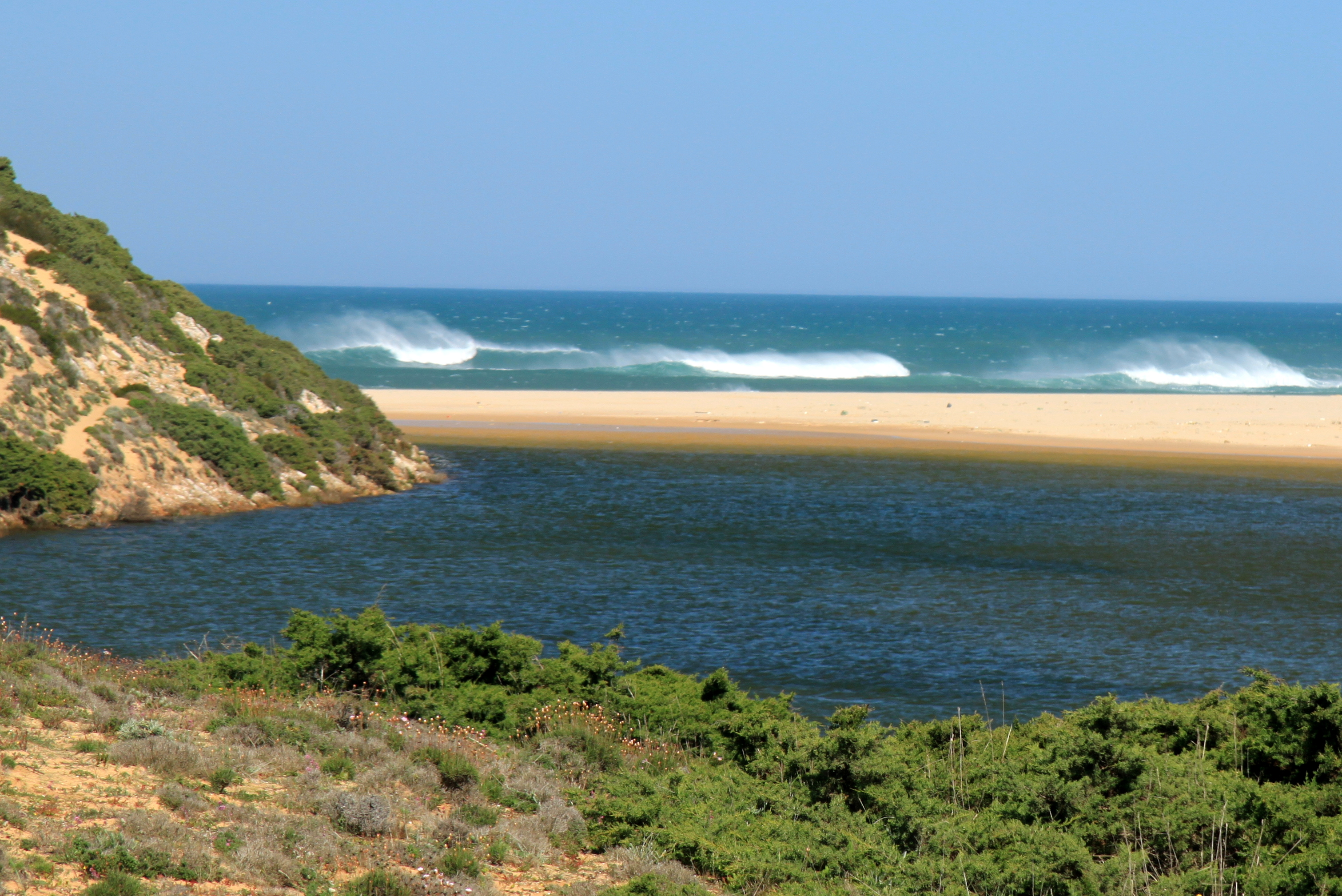
Playa de Bordeira, en Carrapateira.

La Costa Vicentina se refiere a la franja litoral de Portugal que abarca el área de barlovento del Algarve, entre Odeceixe (en el municipio de Aljezur) y Burgau (en el municipio de Vila do Bispo). La denominación proviene del Cabo de San Vicente, situado en el extremo suroeste de Portugal. Se encuentra integrada en el Parque natural del Suroeste Alentejano y Costa Vicentina.